# Коноводное судно

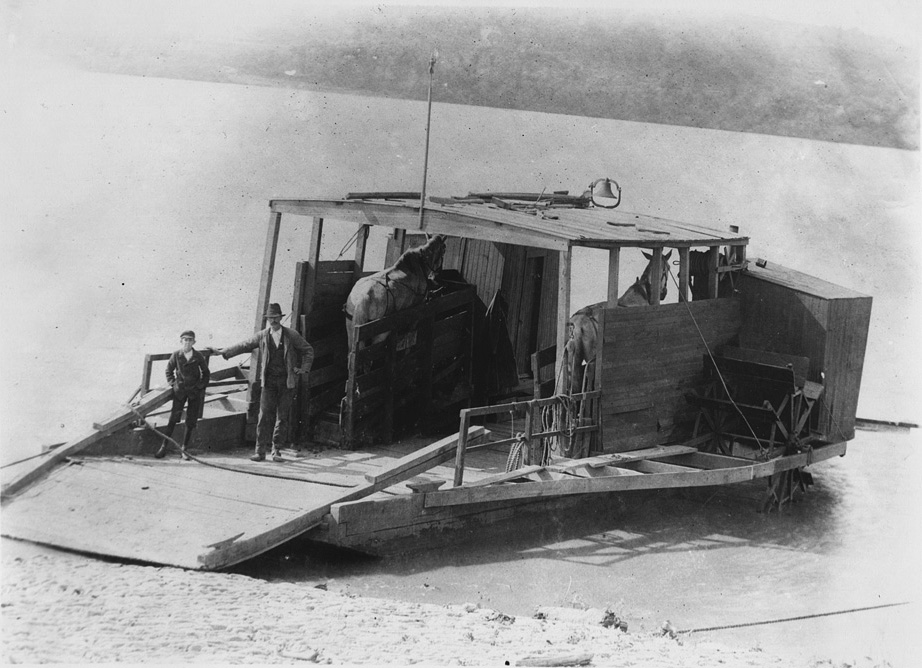
Коноводное судно, 1900 год

Коноводное судно (коноводная машина, коноводка) — исторический тип грузового речного судна, приводимого в движение лошадьми, которые подтягивали судно к якорю (см. принцип действия ниже). Коноводные суда использовались в основном на Волге с начала XIX века, где они заняли нишу прежних расшив.
В более широком смысле — также свободноплавающие суда, «двигателем» которых служили лошади или другие животные. Прежде всего такие суда были популярны в США (см. ниже).

## Принцип действия
Коноводное судно двигалось следующим способом: на шлюпке вперёд по ходу движения судна завозили якорь с привязанным к нему канатом длиной в 400—600 саженей (800—1200 метров), после чего судно подтягивалось к якорю. Для этого использовался ворот, приводимый в движение лошадьми (оттуда и название). С целью обеспечения равномерного хода судна часто использовали два якоря; таким образом, пока судно подтягивалось к одному якорю, второй успевали отвозить дальше. Способ движения коноводных судов называли завозным.
Лошадей на коноводном судне имелось примерно от восьмидесяти до ста (в зависимости от размера судна), экипаж состоял примерно из семидесяти рабочих. Коноводные суда строились из дерева и были они обычно двухпалубными: на верхней палубе размещался ворот, а на нижней — приводившие его в движение лошади.

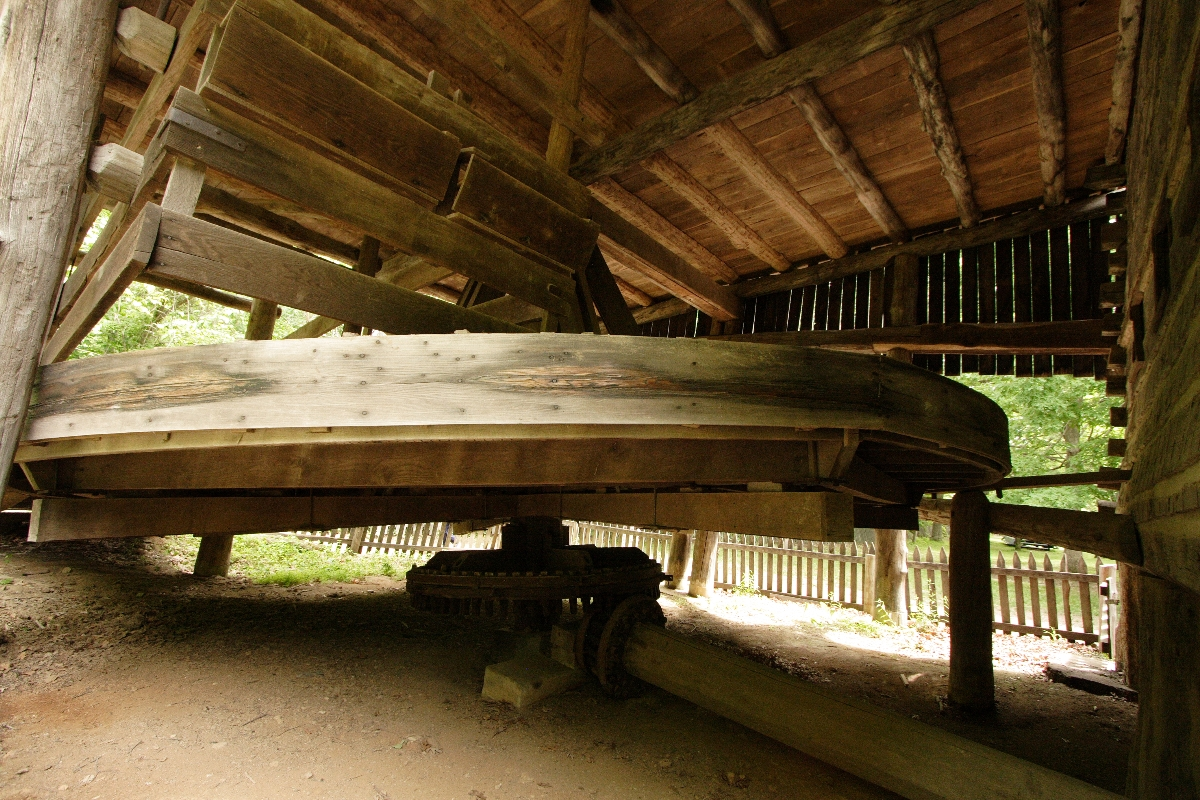
Шестерное колесо с воловьим приводом (волы оставались на одном месте, ходя по вращающемуся диску-платформе)

Коноводная машина системы Пуадбара представляла собой вертикальную ось, на которую сверху был насажен барабан, выполнявший роль шкива для якорного троса, а снизу в эту ось были врезаны восемь рычагов (вымбовок) для запряжки лошадей. На шкиве были установлены специальные зажимные храпы («собачки») для борьбы с проскальзыванием каната. Также имелась специальная «скамья» (кулачки) для сопровождения каната.
Скорость коноводных судов была очень небольшой, в среднем — не более двадцати-тридцати вёрст за сутки. Однако коноводные суда были вдвое быстрее бурлацких судов, что и обеспечило их популярность.

## История
Предшественником коноводного судна были суда «машинные», приводимые в движение волами. Первые машинное судно было построено в Нижнем Новгороде в 1753 году, предназначалось оно для перевозки соли из озера Эльтон по Волге. Опыт использования этих судов был положительным, и в 1758 году в Нижнем Новгороде и Казани началось строительство целой серии (сорок штук) машинных судов. Строительство этих судов было завершено к 1766 году. Все они строились в соответствии с принятым 18 апреля 1757 года Сенатом предписанием: «чтобы в оных судах грузу было не менее 5000 пуд., и построены б были во всём порядочно и прочно…». Эти суда прослужили до семидесятых годов XVIII века.
Также до появления коноводных судов использовались суда, приводимые в движение воротом (как и коноводные суда), но ворот вращали не лошади, а люди.
В 1811 году французский механик Жан-Батист Пуадебар изобрёл специальный ворот, приводимый в движение лошадьми (такой ворот называли кабестаном). В том же году кабестанами были оснащены три судна для перевозки соли по реке Каме. Работы велись на Пожвинском заводе уральского промышленника В. А. Всеволожского.
Вот как описывались испытания этих судов в послании соликамского земского суда пермскому губернатору:

19 мая в Усольском промысле сделан был опыт изобретённой г. механиком Пуадебардом машины для подъёма соляных судов против течения реки вместо людей лошадьми. Судно, на котором была поставлена машина, имело длины 27 сажен, ширины 22 аршина. Соли помещено было всего на половину груза около 25 тыс. пудов и когда машина восемью лошадьми приведена была в движение,. тогда… судно против течения реки Камы проходило в 4 минуты 32 сажени. Людей при машине находилось для управления лошадьми — 8, для спуска снастей — 10 и для завоза якорей около 50 человек.

В первый свой рейс (из Пожвы в Нижний Новгород) необычные суда отправились 27 мая 1811 года. В порт назначения они прибыли 10 июля, опередив бурлацкие суда, которые отправились в путь на пять дней раньше.
Падубар считается, таким образом, изобретателем коноводного судна, однако в 1816 году изобретатель-самоучка Михаил Андреевич (во многих источниках «Михаил Никитин сын») Сутырин из села Кадницы Нижегородской губернии, бывший крепостным графа Шереметьева, разработал и построил свой оригинальный тип коноводного судна. В отличие от машины Падубара, где лошади вращали шпиль, ходя кругами, в машине Сутырина лошади оставались на одном месте, ходя по вращающемуся диску-платформе. Машина Сутырина имело то преимущество, что лошади утомлялись гораздо меньше; к тому же она была в десять раз дешевле в постройке чем машина Падубара.
Позднее другие изобретатели предлагали свои варианты коноводной машины, но распространения они не получили, в отличие от машин Сутырина и Падубара.
Существует также мнение, что Падубар украл проект коноводной машины у Кулибина. Сохранилась незавершённая рукопись Кулибина «Описание вчерне коньми действующия машина»; сличение многих конструктивных решений говорит об идентичности обоих механизмов.
В 1816 году количество коноводных судов на Волге составляло 36, в 1846 году их было двести.
На других реках коноводные суда не получили такого распространения, как на Волге и Каме. В Сибири два коноводных судна использовались на Оби и Иртыше. Они использовались до 1854-55 года, пока их не заменили пароходами.
Позднее (к середине XIX века) коноводные машины заменили суда действовавшие по тому же принципу, но приводимые в движение не лошадьми, а паровой машиной. Такие пароходы называли кабестанами.

## Подчалки
Для увеличения количества перевозимого груза к коноводному судну цепляли несамоходные суда, которые назывались подчалками. К коноводному судну цепляли два, реже — три подчалка. Каждый подчалок брал на борт шестьдесят — семьдесят тысяч пудов груза (983—1147 тонн); общий вес груза, перевозимого коноводным караваном мог достигать трёхсот тысяч пудов (4900 тонн) . Команда одного подчалка состояла из двадцати-тридцати рабочих. Средний подчалок имел примерно тридцать саженей в длину (64 метра) и семь в ширину (16 метров).
Кроме средних существовали малые и большие подчалки. Малые подчалки брали на борт около тридцати тысяч пудов груза (490 тонн), большие — до ста тысяч пудов (1640 тонн). Осадка больших подчалков достигала двенадцати четвертей (около двух метров).
Подчалки в основном использовались для перевозки зерна и железа с уральских заводов, а также для перевозке с реки Белой на нижегородскую ярмарку лесных изделий. В качестве материала при строительстве подчалков на Белой использовали древесину липы и осины, а в Нижегородской губернии — сосны и ели.
Строили подчалки в основном в Балахне и Городце, а также на реке Белой и её притоках.

## Свободноплавающие суда с конным приводом

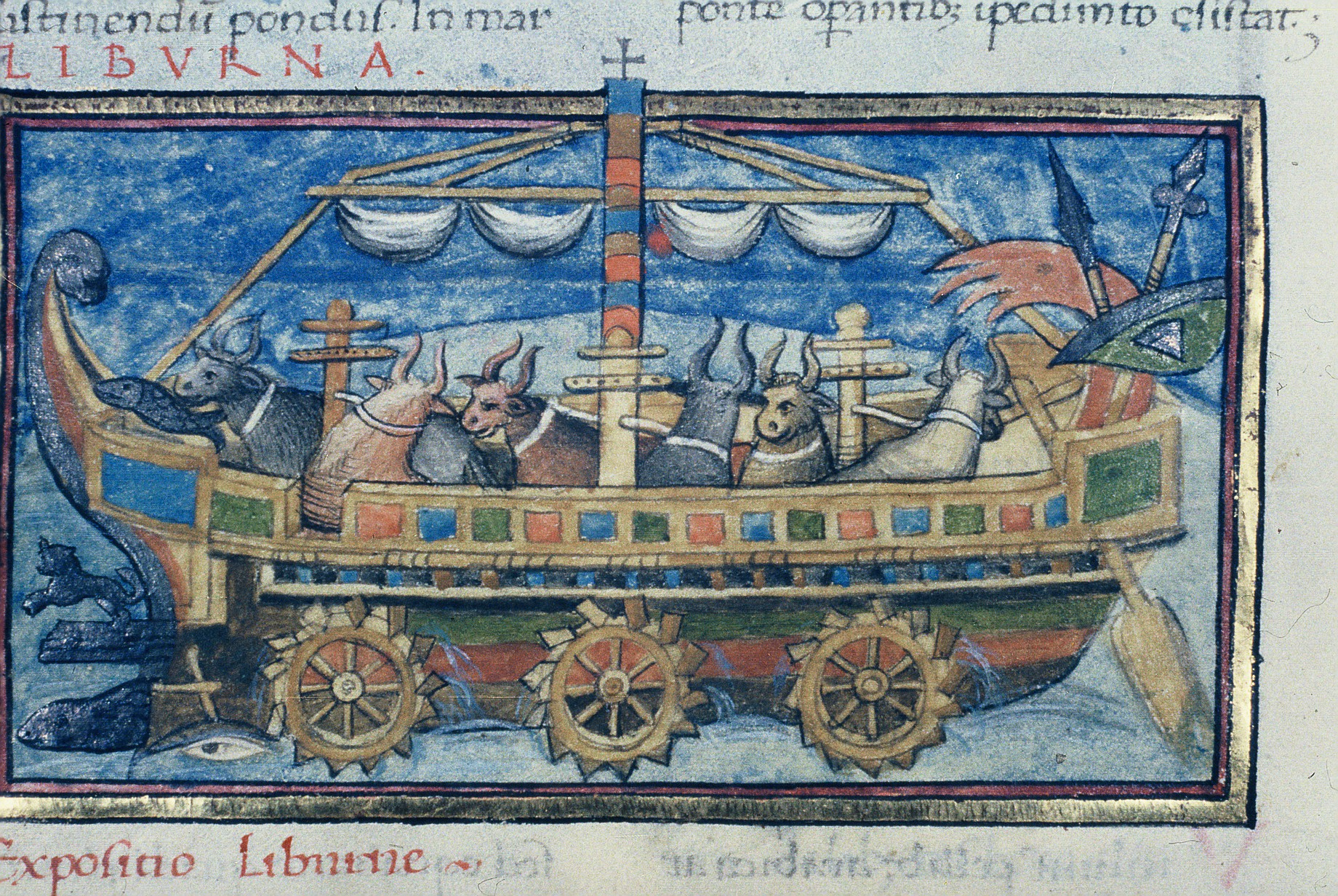
Древнеримский военный корабль с воловьим приводом. Иллюстрация из средневековой (XV век) копии книги De rebus bellicis

Кроме описанных выше коноводных судов, существовали также свободноплавающие (то есть не связанные с берегом) суда, приводимые в движение лошадьми. Наиболее распространённым типом таких судов были конные паромы, использовавшиеся в первую очередь в США в период с 1790-х по 1920-е годы, хотя первые попытки построить свободноплавающие суда с животным приводом предпринимались намного раньше. В древнеримской книге De rebus bellicis (глава XVII), датируемой четвёртым или пятым веком, описывается морской военный корабль, приводимый в движение волами. Примерно в 1680 году свободноплавающие судно с конным приводом было построено в Англии двоюродным братом короля Карла II. Это судно впоследствии использовалось в качестве буксира в доках английского флота; оно было в состоянии буксировать даже самые большие военные корабли. Однако дальнейшего развития эти ранние эксперименты не получили.

### Конные паромы в США
Свободноплавающие суда, приводимые в движение лошадьми получили широкое распространение в США, в период примерно с 1790-х по 1920-е годы. Использовались такие суда в основном в качестве паромов. Появились такие конные паромы в конце XVIII века, то есть одновременно с первыми пароходами. Может показаться странным, что конные суда сосуществовали с более технически прогрессивными пароходами, однако конные суда имели определённые преимущества: более простую конструкцию, к тому же они не требовали угля или дров. Кроме того в начале XIX века местные власти часто выдавали монополию на использование пароходов на определённом участке реки определённой компании; следовательно конкурентам не оставалось ничего иного, как использовать другие типы судов.
На ранних американских конных паромах лошади ходили по кругу, вращая ворот, движение которого через передачу передавалось на движитель. Наиболее распространённым движителем было гребное колесо (как на колёсных пароходах), однако встречались и суда с примитивными гребными винтами. Конные паромы с гребными колёсами использовались, в частности в Галифаксе, Новой Шотландии, Филадельфии, Вашингтоне, Сент-Луисе, Нью-Йорке.
В Нью-Йорке в начале XIX века конные паромы успешно конкурировали с пароходами. Тогда в Нью-Йорке существовало не менее восьми разных обслуживаемых конными маршрутов между Манхеттеном, Бруклином и Нью-Джерси. По данным тогдашних газет, приводимый в движение восемью лошадьми паром, бравший на борт двести пассажиров, пересекал Ист-Ривер за время от восьми до восемнадцати минут, то есть примерно с такой же скоростью, что и пароход.
Однако у ранних конных паромов был недостаток — ходящие вокруг ворота лошади требовали большого пространства на палубе, к тому же животные быстро уставали. Чтобы решить проблему недостаточного палубного пространства, стали строить паромы-катамараны, с одной большой палубой над двумя узкими корпусами. Однако на таких судах лошадям приходилось ходить очень маленькими кругами (так как корпуса были узкими), что было утомительно и вредно для животных.
Проблему удалось решить Барнабасу Лангдону (Barnabas Langdon), который в 1819 году получил патент на конный паром новой конструкции. На этом судне лошади шли на месте, вращая своими ногами поворотный круг.
Таким образом можно провести аналогию в ходе развития коноводных судов и конных паромов: и там и там на смену вороту, вокруг которого ходили лошади, пришёл вращающийся диск, который лошади вращали, стоя на месте.
В середине XIX века на смену горизонтальным дискам пришла новая конструкция. Она представляла собой своего рода конвейер установленный под углом, наподобие беговой дорожки. Идя по конвейеру (но оставаясь при этом на месте) лошадь приводила механизм в действие. Такие механизмы использовались в сельском хозяйстве начиная с 1830-х годов для привода различных механизмов.
«Конвейеры» выгодно отличались от горизонтальных дисков компактностью.
Во второй половине XIX века индустриализация начало всё сильнее проявляться в США. Строились новые шоссейные и железные дороги, через реки перебрасывались новые мосты. Таким образом надобность в паромах стала уменьшаться. Конные паромы вполне могли конкурировать с пароходами, но появившиеся в конце XIX века суда с двигателями внутреннего сгорания уже обгоняли конные паромы по всем параметрам.
Исследователи Kevin J. Crisman и Arthur B. Cohn, авторы книги When Horses Really Walked On Water («Когда лошади по-настоящему ходили по воде», исследование об истории конных паромов в Америке) утверждают, что последний конный паром в США действовал на реке Камберленд (Cumberland River) в городке Рим, штат Теннесси (Rome, Tenn) вплоть до конца 1920-х годов. В действие это судно с наклонным «конвейером» приводилось одной слепой лошадью.